# Boston and Sandwich Glass Company

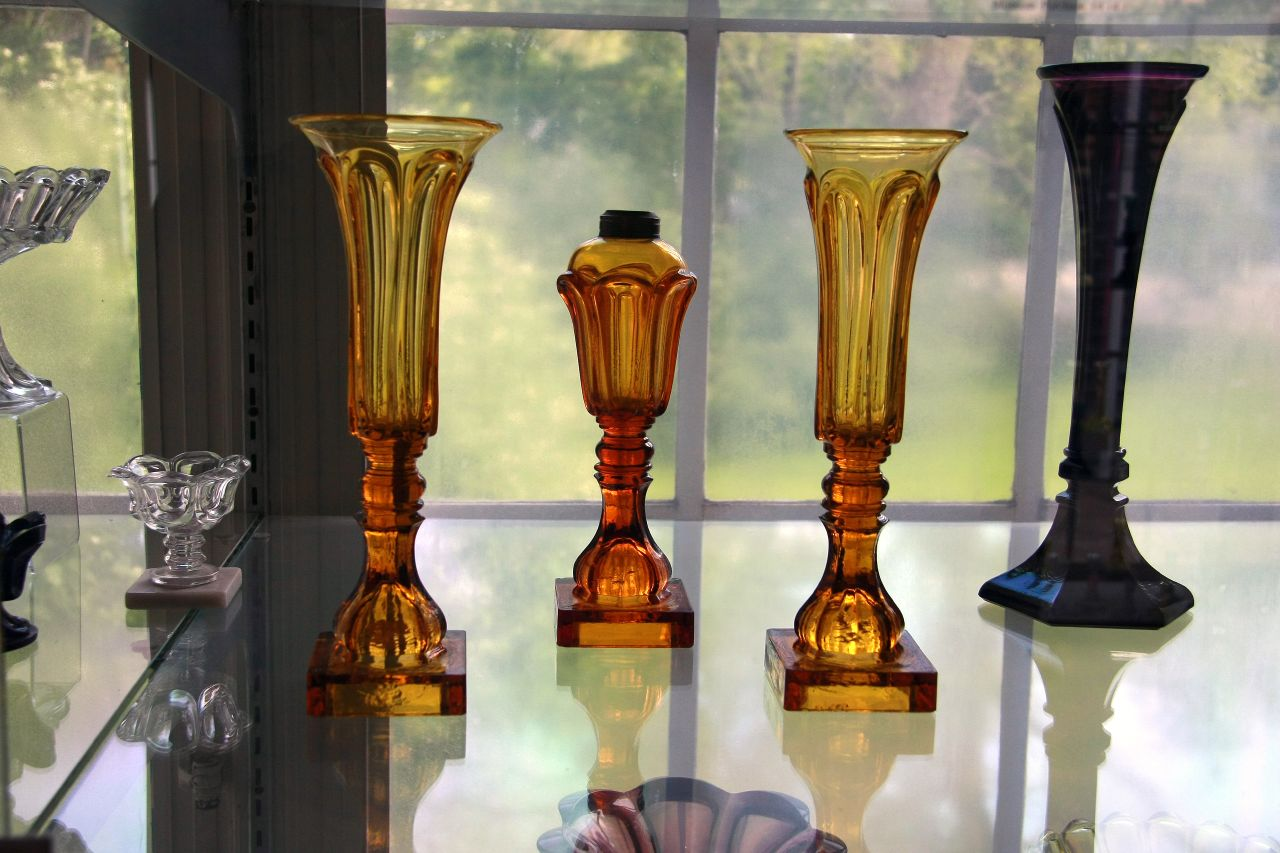
Sandwich-Glas in einer Vitrine

Die Boston and Sandwich Glass Company war ein US-amerikanisches Unternehmen der Glas produzierenden Industrie in Sandwich (Massachusetts), das von 1826 bis 1888 bestand.

## Geschichte

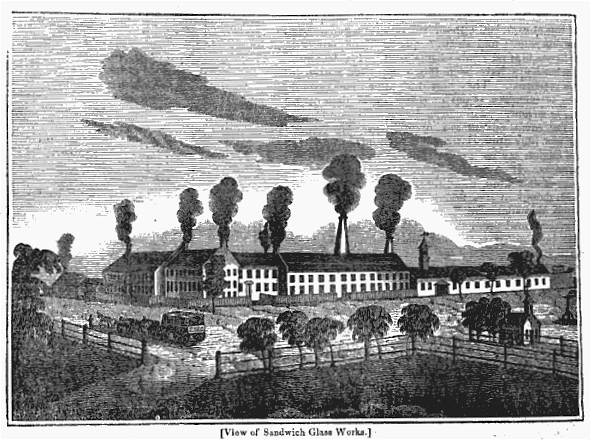
Darstellung der Glashütte in Sandwich im American Magazine of Useful and Entertaining Knowledge, 1835

Das Unternehmen wurde 1826 gegründet, um die ein Jahr zuvor von Deming Jarves (1790–1869) in Sandwich errichtete Glasfabrik Boston & Sandwich Glass Factory zu betreiben. Der Ort Sandwich war als Standort besonders geeignet, weil er in der Nähe eines flachen Hafens liegt und über lokale Holzvorräte verfügte, mit denen die Glasöfen betrieben werden konnten. Die Fabrik war eine der ersten, die Pressglas herstellten. Die Glashütte stellte hauptsächlich Bleiglas her und war bekannt für die Verwendung von Farbe. Deming Jarves erhielt mehrere Patente für seine Verbesserungen im Design der Glasformen und der Presstechniken. 
Für das Unternehmen arbeitete ab 1869 auch der französische Glasmacher Nicholas Lutz (1835–1906). Er war ein Meister in sämtlichen Bereichen der Glasherstellung, hatte sich aber auf farbiges Glas und Stielarbeiten, d. h. geblasenes Glas und Kelche, Weingläser usw., spezialisiert.
Wegen der zunehmenden Konkurrenz von Firmen aus Ohio, Pennsylvania und West Virginia, die preiswertere Produkte herstellten, und aufgrund von Streitigkeiten mit einer neu gegründeten Glasmachergewerkschaft wurde die Fabrik 1888 geschlossen.
Objekte des Unternehmens befinden sich heute nicht nur im Sandwich Glass Museum, sondern in vielen öffentlichen Sammlungen und Museen, unter anderem im Metropolitan Museum of Art in New York, im Currier Museum of Art in Manchester (New Hampshire) und im Bennington Museum sowie im DAR-Museum in Washington.

## Bildergalerie

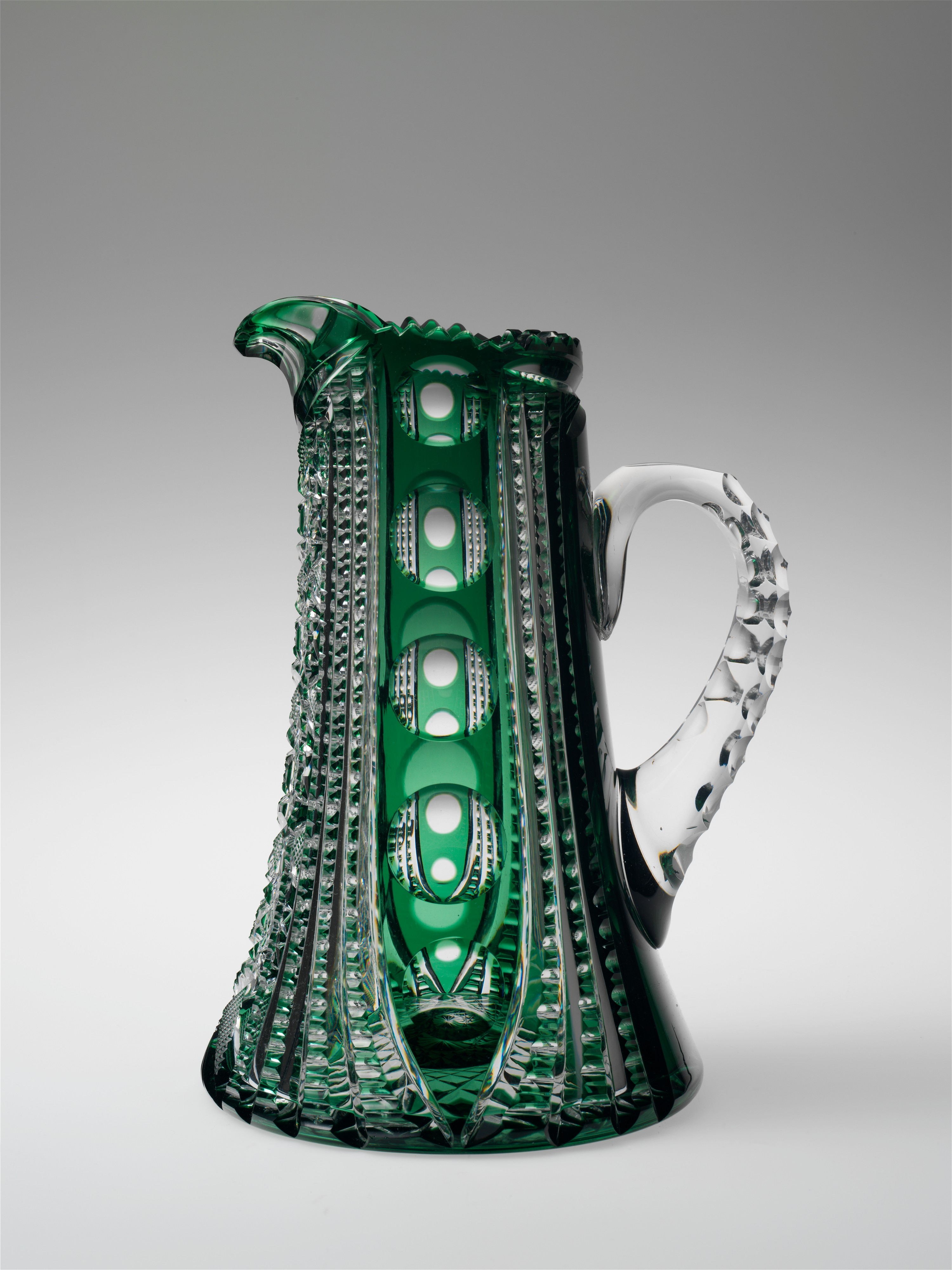
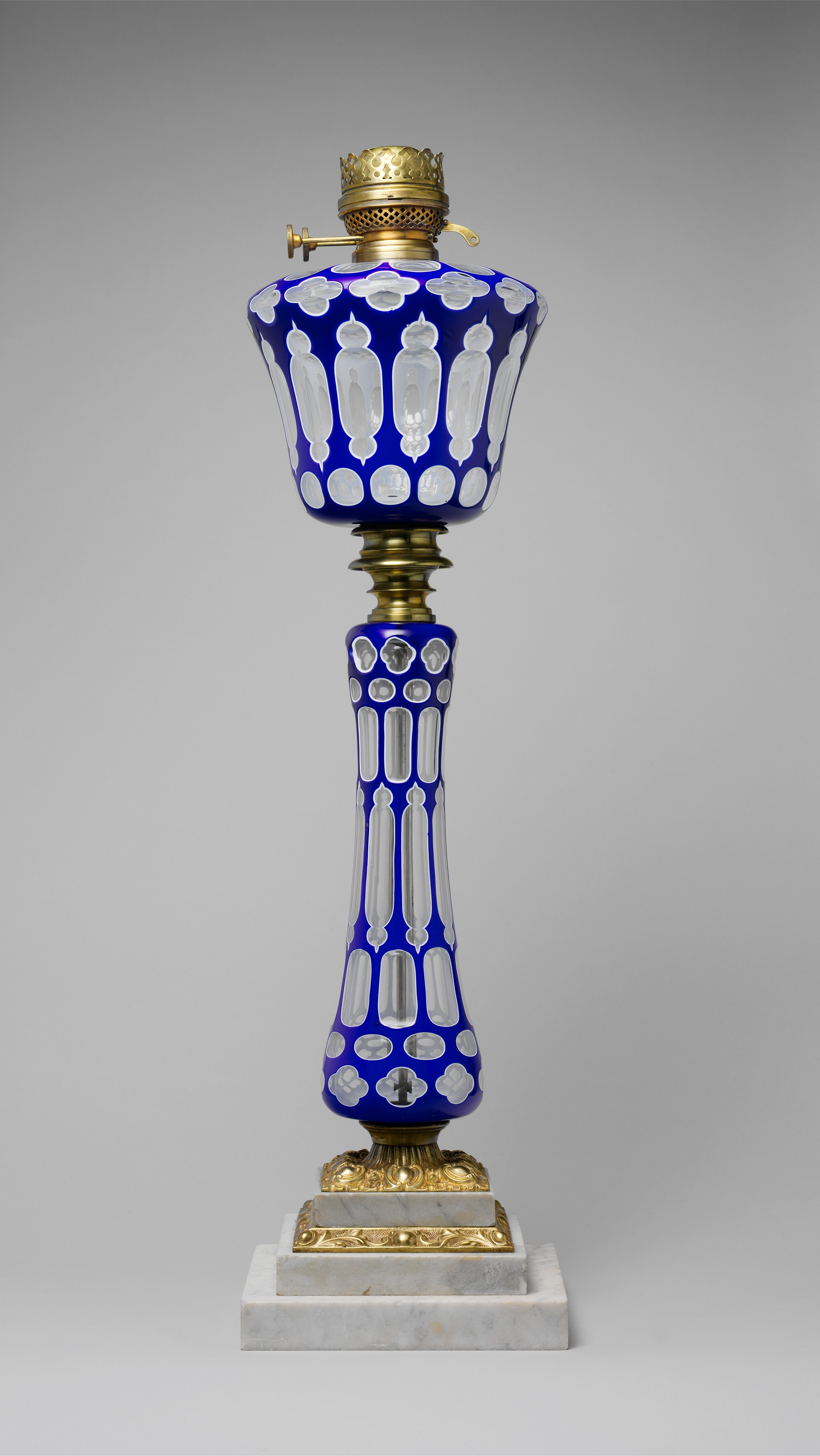
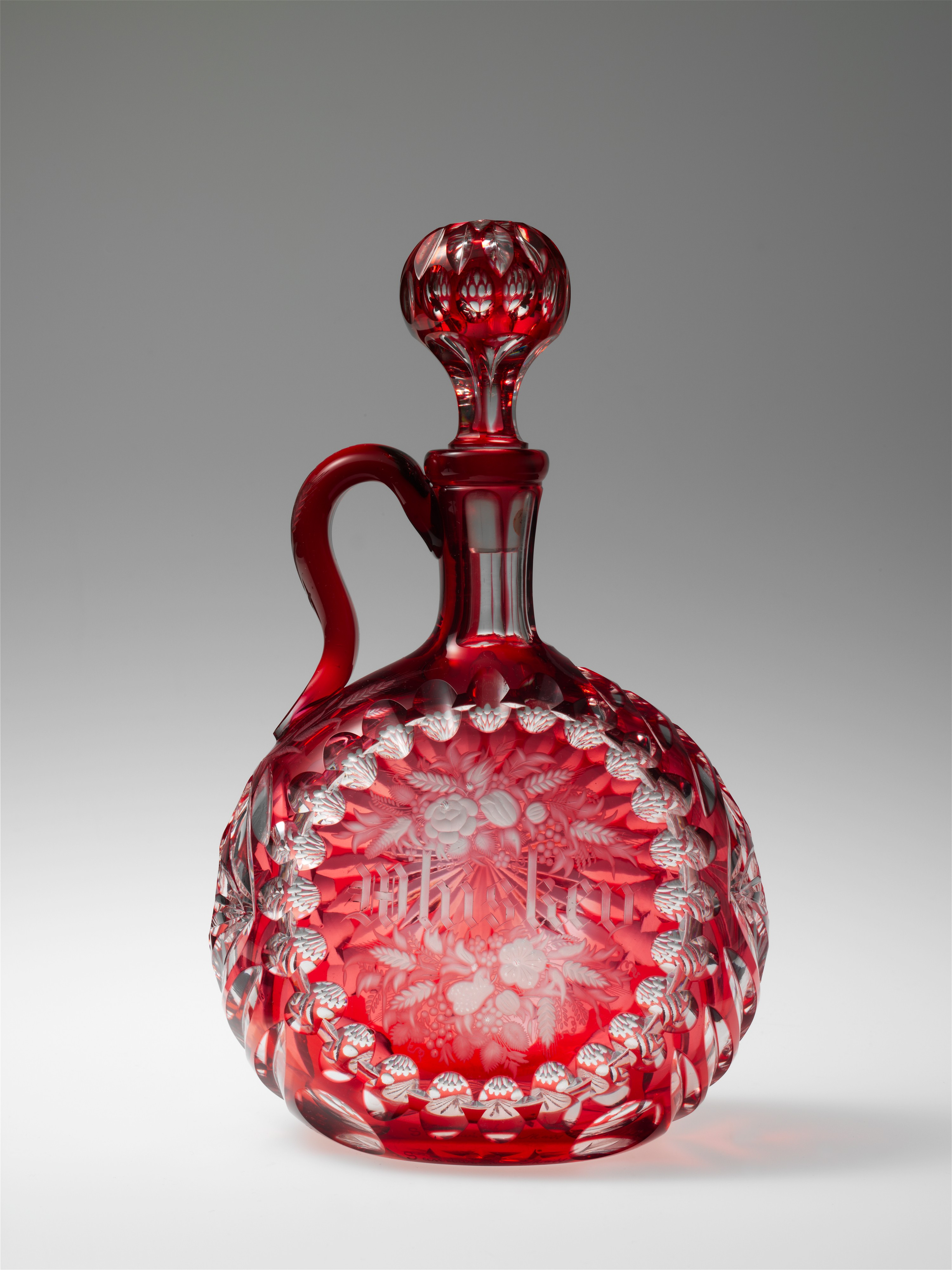
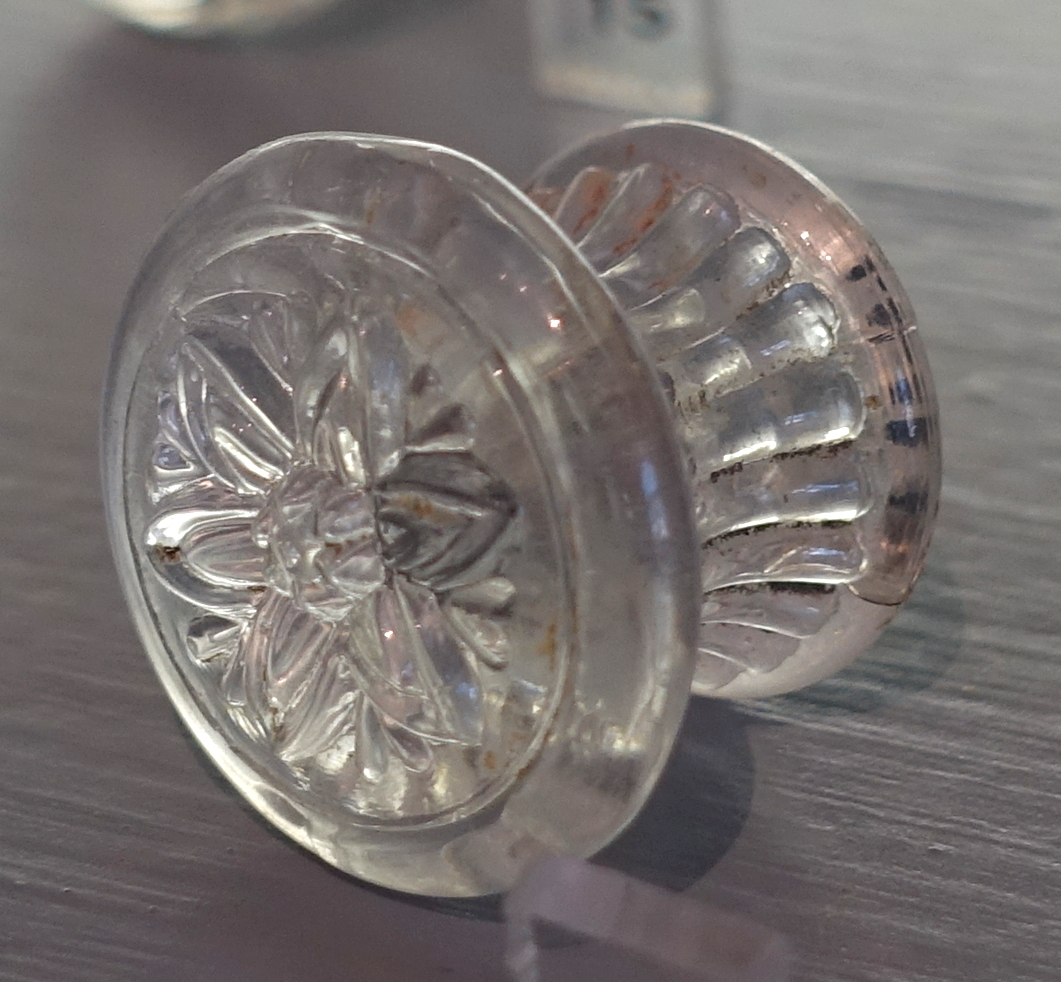
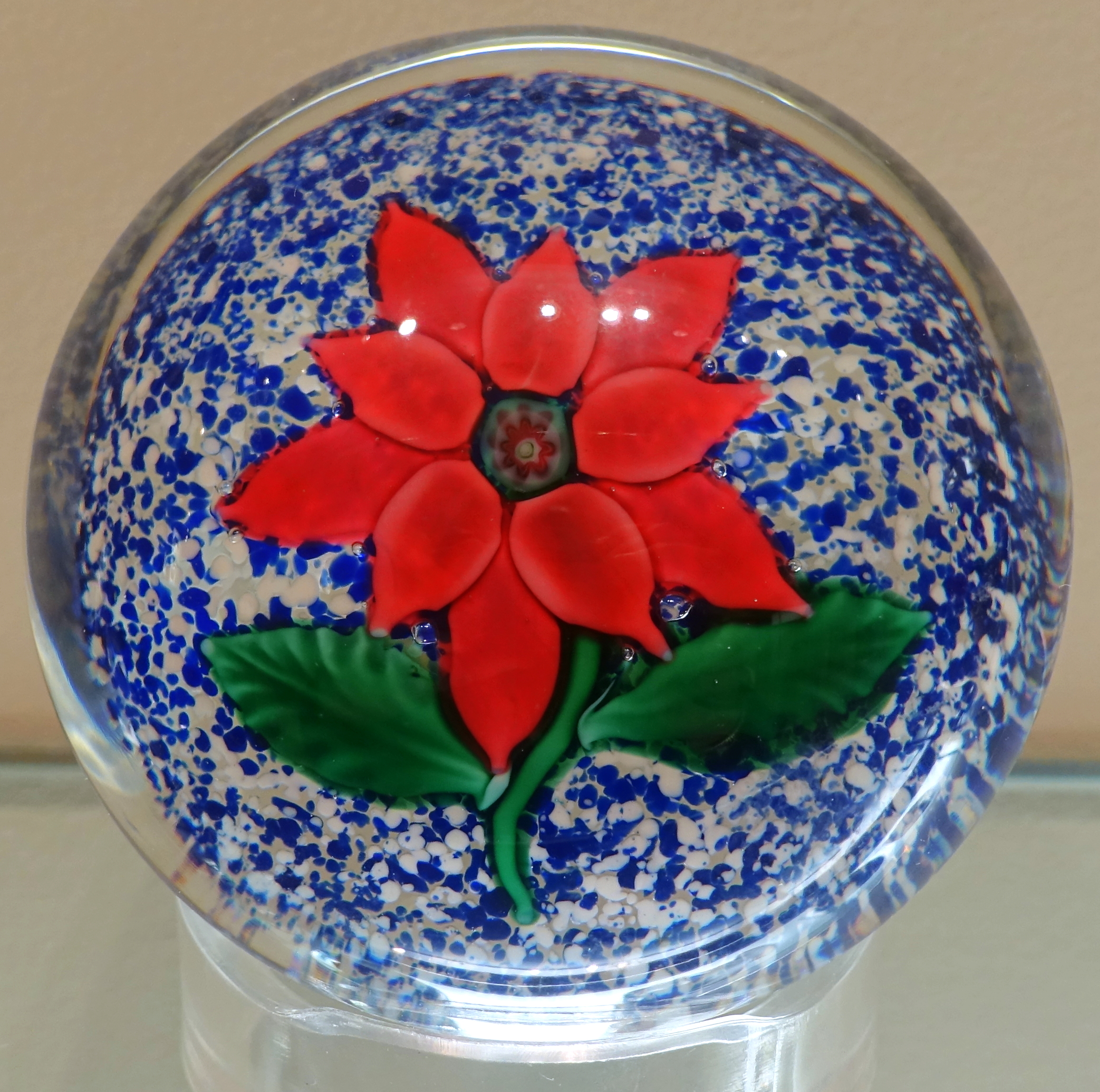
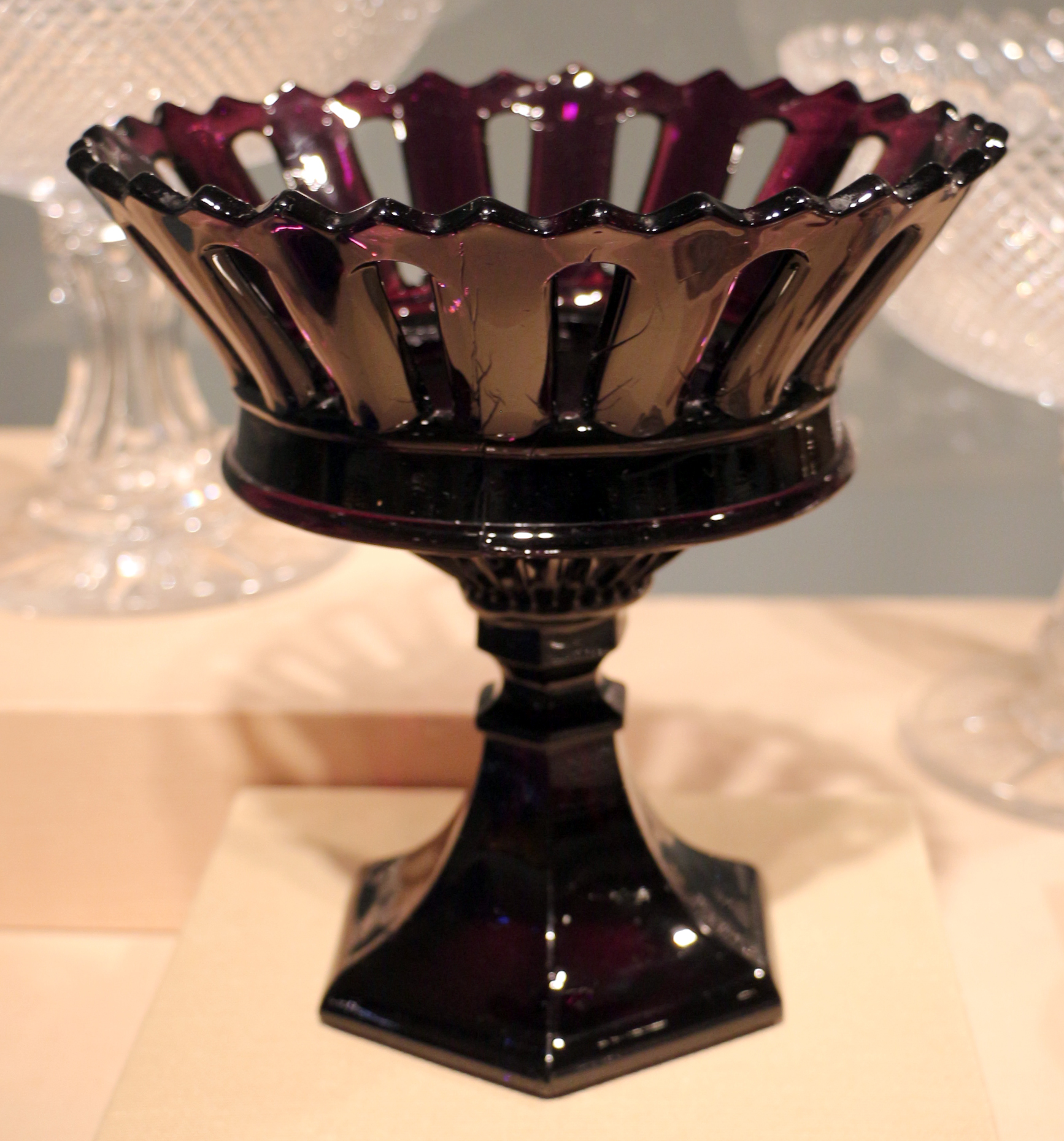